# Hong Ji-hee
Hong Ji-hee (en hangul, 홍지희; nacida en Seúl el 27 de julio de 1988) es una actriz surcoreana de cine, televisión y musicales. Es la hermana mayor de la también actriz Hong Ji-yoon. En televisión, es conocida por su papel de Yoo Cho-hee en la serie dramática de tvN El amor es como el chachachá.
Después de especializarse en el Departamento de Teatro y Cine de la Universidad Kyunghee, Hong debutó como actriz musical en el musical Finding Kim Jong-wook (2010). En realidad, había debutado antes en cine, con la película Into the White Night (2009) como Cha Young-eun, seguida de otro papel en la película City of Damnation (2009) como reportera.

## Carrera

### Musicales
En noviembre de 2011, el director del musical Finding Kim Jong-wook, Kim Dong-yeon, la invitó a una audición para el segundo Proyecto de Kim Soo-ro, Coffee Prince 1st Store (2012), una adaptación de la popular serie televisiva El príncipe del café. Respecto a la serie, esta obra estaba más cerca del material original (la novela homónima de Lee Seon-mi), con un enfoque en el romance de Choi Han-gyeol y Go Eun-chan.
Hong pasó la audición y obtuvo el papel de Go Eun-chan. En el reparto doble, la compañera de Hong fue la actriz Yu Joo-hye, mientras que el personaje de Choi Han-gyeol fue interpretado alternativamente por Kim Jae-beom y Kim Tae-han. Se estrenó en el Filling Hall 1, Daehangno Cultural Space, donde permaneció del 24 de febrero al 29 de abril de 2012.
En el mismo año, Hong se unió al musical Three Thousands - The Flower of Destruction, un drama musical histórico que recreaba la caída de Baekje y su último rey, el rey Uija, con sus 3000 damas de la corte. Este trabajo retrató al rey Uija como una persona solitaria y fuerte que gobernó Baekje, una nación próspera. Hong Ji-hee asumió el papel de Yeon-hwa, una dama ciega de la corte. Escrito y dirigido por Seo Yoon-mi, el musical se representó del 26 de octubre de 2012 al 20 de enero de 2013 en el Daehangno Cultural Space Filling Hall 1.
En su decimotercera puesta en escena, Musical Laundry se mudó al Teatro Art One con un nuevo elenco. Hong Ji-hee y otras dos actrices, Kwak Seon-young y Park Eun-mi, compartieron el papel de Son Na-young, una empleada temporal en la librería Jeil. Kim Kyung-soo y Kim Bo-gang fueron elegidos como los nuevos Solongos, inmigrantes mongoles. El musical comenzó con una presentación preliminar el 13 y 14 de marzo y se exhibió en el Teatro Art One 2 en Daehangno hasta el 29 de septiembre de 2013. Hong retomó el papel de Son Na-young en la presentación del décimo aniversario de Musical Laundry en 2015.
El musical para tres actores Abbocatto  pregunta sobre si los recuerdos del amor serían agridulces como el vino abboccato. Hong Ji-hee y Kim Hye-yeon fueron elegidas para el personaje de la aspirante a escritora Jeong Da-jeong. Lee Kyu-hyung fue el cantautor Yoo Jae-min, el novio de Da-jeong; y Lee Ki-seop fue elegido para papeles múltiples. El reparto se exhibió en una actuación de demostración en el Art One Theatre 2 de Dongsung-dong, Seúl, del 7 al 15 de febrero.
La presentación de demostración pudo tener lugar porque este trabajo había sido seleccionado para el Proyecto de apoyo al desarrollo musical creativo de 2014  después de superar una competencia de 100 a 1. La obra había pasado previamente por tres escenarios a lo largo de tres años. Se presentó por primera vez en 2011 a través de una actuación de lectura de CJ Creative Mind. Seguido por SMF Yegreen Encore Showcases en 2012.
Después de revisar y complementar el trabajo, el musical se volvió a presentar en la Sala 2 de Daemyung Cultural Factory (DCF) en Daehak-ro del 13 de marzo al 19 de abril de 2015. Además de Lee Kyu-hyung, quien interpretó al cantautor Yoo Jae-min en una actuación de demostración, se unió Kim Chan-ho. Hong Ji-hee y Kim Hyo-yeon, como Jeong Da-jeong, y Lee Ki-seop con varios papeles, aparecieron igual que habían hecho en la actuación de demostración. El musical fue escrito por Lee Ho-jeon con canciones compuestas por Lee Jin-wook. Dirigida por Kim Hyo-jin como directora, la actuación fue producida por LSM Company.
En el mismo año, Hong se unió al elenco del musical Mirror Princess Pyeonggang Story. Escrita por Choi Eun-i y Min Jun-ho de Ganda Theatre Company, la historia se basaba en el cuento popular La princesa Pyeonggang y On Dal.
En 2018, Hong se reunió con el director Kim Dong-yeon en el musical Vampire Arthur. Hong subió al escenario como Emma, una chica esperanzada y pura, que hace que Arthur, un vampiro, sueñe con un mundo nuevo.
Siguieron Sideureus (2020) y Maybe Happy Ending (2021) como Claire.

### Teatro
Después de cinco años como actriz de musicales, Hong Ji-hee quería probarse a sí misma con una obra de teatro. Su debut teatral fue la obra Hot Summer (2015) de Ganda Theatre Company. Hong compartió el papel principal Chae-kyung/Sa-rang con dos actrices musicales, Song Sang-eun y Shin Ui-jeong; quien formó parte del elenco original del estreno en 2014, en el décimo aniversario de Ganda Theatre Company. Escrita y dirigida por Min Jun-ho, se representó del 11 de agosto al 1 de noviembre de 2015 en el Teatro de la Libertad de Daehangno.
En 2016, la obra con licencia de Ganda Theatre Company Almost, Maine de John Cariani regresó después de tres años. Dirigida por Min Jun-ho, se presentó del 8 de enero al 10 de abril de 2016 en el Sangmyung Art Hall 1, Daehangno. Hong Ji-hee interpretó tres papeles, como Glory, Waitress y Gayle. Era la actriz más joven de la obra.
A fines de 2017, el dramaturgo Min Jun-ho dirigió su propia obra The 100th Debate of the New Humanity, que presentaba un debate en un programa de televisión. Hong Ji-hee y Yoo-yeon interpretaron el papel de Hyun Chung-hee, una parasitóloga que observa y estudia venenos, parásitos y virus. Hong mostró una actuación feroz como un verdadero profesional del debate.
En 2018, Hong se desafía a sí misma para otros roles múltiples. Fue elegida como Akiko, Emiko y Midori de Miracles of the Namiya General Store, una obra de teatro basada en la novela del mismo nombre de Keigo Higashino, maestro japonés de novelas de misterio. La obra renació basada en una obra escrita y dirigida por Yutaka Narui. En 2016, fue seleccionado como uno de los trabajos de 'Performance, Meet - Accompany', un nuevo proyecto de soporte de desarrollo de contenido para el segundo aniversario de la apertura de Daemyung Cultural Factory, y después de la presentación previa a la lectura, se completó como una actuación principal después de un período de desarrollo adicional.

### Cine y televisión
Hong había debutado como actriz de cine en la película Into the White Night (2009) como Cha Young-eun, seguida de otro papel en la película City of Damnation (2009) como reportera en el lugar del atentado. Pero estaba más enfocada en construir su carrera en el escenario. Una década después del debut en la pantalla grande, Hong finalmente debutó en la pantalla chica en la serie dramática de KBS Unasked Family (2019). Actuó como Tran Ti-chang, un ama de llaves vietnamita. A este trabajo le siguió la serie dramática de tvN Arthdal Chronicles (2019) como Hae Ga-on.
En 2021, la interpretación de Hong como Yoo Cho-hee, maestra de la escuela primaria Cheongjin, en la serie dramática de tvN El amor es como el chachachá, fue bien recibida por los espectadores.

## Filmografía

### Películas
| Año  | Título               | Hangul                       | Papel                              | Ref. |
| ---- | -------------------- | ---------------------------- | ---------------------------------- | ---- |
| 2009 | Into the White Night | 백야행 - 하얀 어둠 속을 걷다 | Cha Young-eun                      |      |
| 2009 | City of Damnation    | 유감스러운 도시              | Reportera en el lugar del atentado |      |

### Series de televisión
| Año  | Título                       | Hangul              | Papel                  | Notas   | Ref.          |
| ---- | ---------------------------- | ------------------- | ---------------------- | ------- | ------------- |
| 2019 | Unasked Family               | 꽃길만 걸어요       | Tran Ti-chang          |         | [ 13 ]        |
| 2019 | Arthdal Chronicles           | 아스달 연대기       | Hae Ga-on              |         |               |
| 2020 | Pasillos de hospital         | 슬기로운 의사생활   | Mujer de Hee Gwan      | Ep. 3   |               |
| 2021 | Joseon Exorcist              | 조선구마사          | Mujer poseída          | Ep. 2   |               |
| 2021 | The Witch's Diner            | 마녀식당으로 오세요 | Seo Ae Sook (de joven) | Ep. 7-8 |               |
| 2021 | El amor es como el chachachá | 갯마을 차차차       | Yoo Cho-hee            |         | [ 3 ] [ 14 ]  |
| 2022 | Big Mouse                    | 빅마우스            | Jang Hye-jin           |         | [ 15 ]        |
| 2024 | Nothing Uncovered            | 멱살 한번 잡힙시다  | Mo Soo-rin             |         | [ 16 ] [ 17 ] |

## Escenarios

### Musicales
| Año       | Título                                      | Hangul                             | Papel                                | Teatro                                                           |
| --------- | ------------------------------------------- | ---------------------------------- | ------------------------------------ | ---------------------------------------------------------------- |
| 2007      | Finding Kim Jong-wook                       | 김종욱 찾기                        | Una mujer en busca de su primer amor | JTN Art Hall 1                                                   |
| 2011      | Finding Kim Jong-wook                       | 김종욱 찾기                        | Una mujer en busca de su primer amor | JTN Art Hall 1                                                   |
| 2012      | Coffee Prince 1st Store                     | 커피프린스 1호점                   | Go Eun-chan                          | Daehak-ro T.O.M. Hall 1                                          |
| 2012      | Three Thousands — The Flower of Destruction | 삼천-망국의 꽃                     | Yeon-hwa                             | Daehak-ro T.O.M. Hall 1                                          |
| 2013      | Laundry                                     | 빨래                               | Seo Na-young                         | Daehak-ro T.O.M. Hall 1                                          |
| 2013      | Seoul Musical                               | 2013 서울뮤지컬페스티벌 폐막갈라쇼 | Ella misma                           | Chungmu Art Center Grand Theater                                 |
| 2013–2014 | Laundry                                     | 빨래                               | Seo Na-young                         | Art One Theater Hall 2                                           |
| 2014      | Find Kim Jong-wook                          | 김종욱 찾기                        | Una mujer en busca de su primer amor | Plus Theater (antes Culture Space NU)                            |
| 2014      | Laundry                                     | 빨래                               | Seo Na-young                         | Oriental Arts Theater Hall 1 (antes Art Center K Square Theater) |
| 2015      | Abbocatto                                   | 아보카토                           | Jeong Da-jeong                       | Art One Theater Hall 2                                           |
| 2015      | Abbocatto                                   | 아보카토                           | Jeong Da-jeong                       | Yes24 Stage 2                                                    |
| 2016      | Laundry                                     | 빨래                               | Seo Na-young                         | Oriental Arts Theater Hall 1 (antes Art Center K Square Theater) |
| 2016      | The Mirror Princes Pyeonggang Story         | 거울공주 평강이야기 - 고양         | Soldado 1                            | Goyang Aram Nuri Sara Sae Theater                                |
| 2017      | The Mirror Princes Pyeonggang Story         | 거울공주 평강이야기 - 고양         | Soldado 1                            | Daehakro Arts Theater Small Theater                              |
| 2018      | Vampire Arthur                              | 뱀파이어 아더                      | Emma                                 | Chungmu Art Center Medium Theater Black                          |
| 2018      | The Mirror Princes Pyeonggang Story         | 거울공주 평강이야기 - 고양         | Soldado 1                            | Goyang Aram Nuri Sara Sae Theater                                |
| 2019      | Little Jack                                 | 리틀잭                             | Julie                                | Daehak-ro T.O.M. Hall 2                                          |
| 2020      | Midnight                                    | 미드나잇                           | Mujer                                | Yes24 Stage3                                                     |
| 2020      | Sideureus                                   | 시데레우스                         | Maria                                | Art One Theater Hall 1                                           |
| 2020      | Sideureus                                   | 시데레우스                         | Maria                                | Yes24 Stage1                                                     |
| 2021      | Four Minutes                                | 포미니츠                           | Hannah                               | National Jeongdong Theater (Seoul)                               |
| 2021      | Maybe Happy Ending                          | 어쩌면 해피엔딩                    | Claire                               | Yes24 Stage1                                                     |
| 2022      | Let Me Fly                                  | 렛미플라이                         | Jeong-bun                            | Yes24 Stage1                                                     |

### Teatro
| Año  | Título                          | Hangul                   | Papel                    | Teatro                                               | Fecha         |
| ---- | ------------------------------- | ------------------------ | ------------------------ | ---------------------------------------------------- | ------------- |
| 2015 | Hot Summer                      | 뜨거운 여름              | Chae-kyeong/Sa-rang      | Daehak-ro Jayu Theater                               | 11 ago–1 nov  |
| 2016 | Almost Maine                    | 올모스트 메인            | Glory, Waitress, Gayle   | Sangmyung Art Hall 1                                 | 8 ene-3 jul   |
| 2016 | Almost Maine                    | 올모스트 메인            | Glory, Waitress, Gayle   | Goyang Aram Nuri Sara Sae Theater                    | 16-25 dic     |
| 2017 | New Humanity's 100% Debate      | 신인류의 백분토론 - 고양 | Hyun Chung-hee           | Arko Arts Theater Small Theater                      | 10-26 feb     |
| 2017 | New Humanity's 100% Debate      | 신인류의 백분토론 - 고양 | Hyun Chung-hee           | Art One Theater 3                                    | 19 may-9 jul  |
| 2017 | New Humanity's 100% Debate      | 신인류의 백분토론 - 고양 | Hyun Chung-hee           | Goyang Aram Nuri Sara Sae Theater                    | 15-22 jul     |
| 2018 | New Humanity's 100% Debate      | 신인류의 백분토론 - 고양 | Hyun Chung-hee           | Hongik University Daehangno Art Center Small Theater | 20 jul-19 ago |
| 2018 | Miracle of Namiya General Store | 나미야 잡화점의 기적     | Akiko, Emiko, and Midori | Yes24 Stage 1                                        | 21 ago-21 oct |
| 2019 | Hot Summer                      | 뜨거운 여름              | Chae-kyeong/Sa-rang      | Goyang Aram Nuri Sara Sae Theater                    | 6-14 abr      |
| 2019 | Hot Summer                      | 뜨거운 여름              | Chae-kyeong/Sa-rang      | Yes24 Stage 3                                        | 17 may-30 jun |
| 2021 | Little Woman                    | 작은 아씨들              | Beth                     | Daehakro Dream Art Center Building 2                 | 9-31 oct      |
| 2022 | The Little Prince - Goyang      | 어린왕자— 고양           | Principito               | Goyang Aram Nuri Sara Sae Theater                    | 18-26 jun     |